# MiG-25
Mikojan-Gurevič MiG-25 (v kódu NATO „Foxbat“) je záchytný stíhací letoun, určený pro velké výšky a rychlosti řádu až Mach 3 (3x rychlejší než zvuk). Jeho úkolem je vyhledání cíle prostřednictvím výkonného radiolokátoru a provedení zteče pomocí čtveřice řízených střel vzduch-vzduch R-40 velkého dosahu s infračerveným nebo poloaktivním radiolokačním naváděním. Ze stíhacího MiGu-25 byly odvozeny průzkumné/bombardovací verze (MiG-25RB a další) nebo cvičný MiG-25PU.
Patřil mezi nejrychlejší vojenská letadla, která vstoupila do služby. Byl navržen sovětskou kanceláří Mikojan-Gurevič a je jedním z mála bojových letadel vyrobených především z nerezové oceli. Byl posledním letadlem navrženým Michailem Gurjevičem před jeho odchodem do důchodu.
První prototyp vzlétl v roce 1964 a do služby se letoun dostal v roce 1970. Měl maximální provozní rychlost Mach 2,83 (Mach 3,2 byl možný, ale při výrazném poškození motorů), výkonný radar a čtyři rakety vzduch-vzduch. Když se poprvé objevil na fotografii, jeho velké křídlo nasvědčovalo obrovský stíhací letoun s vysokou manévrovatelností. V té době se americké konstrukční teorie vyvíjely také k vyšším manévrovacím schopnostem díky bojovým zkušenostem ve vietnamské válce. Vzhled MiGu-25 vyvolal na Západě vážné obavy a pomohl k dramatickému zvýšení výkonu pro McDonnell Douglas F-15 Eagle, který byl od koncem 60. let vyvíjen. Schopnosti MiG-25 byly lépe prozkoumány v roce 1976, kdy sovětský pilot Viktor Bělenko přelétl do Japonska a MiG-25 byl Američany prozkoumán. Ukázalo se, že velká křídla si zvýšila hmotnost letadla.
Výroba MiGu-25 skončila v roce 1984 po dokončení 1 186 letadel. Jako symbol studené války se MiG-25 dostal do služby u sovětských spojenců, po rozpadu SSSR v bývalých sovětských republikách a u několika exportních zákazníků v omezené službě zůstal. Jde o jedno z nejrychleji létajících vojenských letadel, jedno z nejrychlejších sériově vyráběných stíhacích letadel a po průzkumném letounu SR-71 druhý nejrychlejší sériově vyráběný letoun. Ten však ve srovnání s MiGem-25 vznikl ve velmi malé sérii. V roce 2018 MiG-25 byl nejrychleji sériově vyráběným letadlem s posádkou ve službě a nejrychlejší letadlo, které bylo nabízeno pro nadzvukové lety a lety k hranici vesmíru civilním zákazníkům.

## Vznik a vývoj

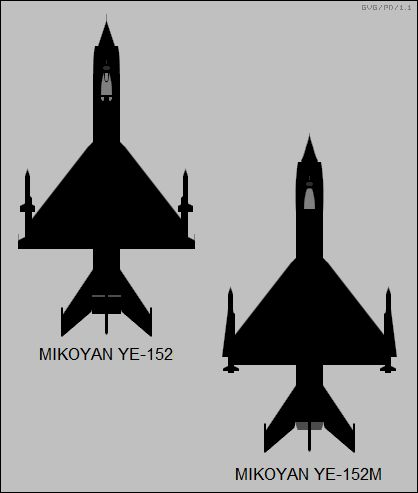
Experimentální stíhače JE-152 & JE-152M

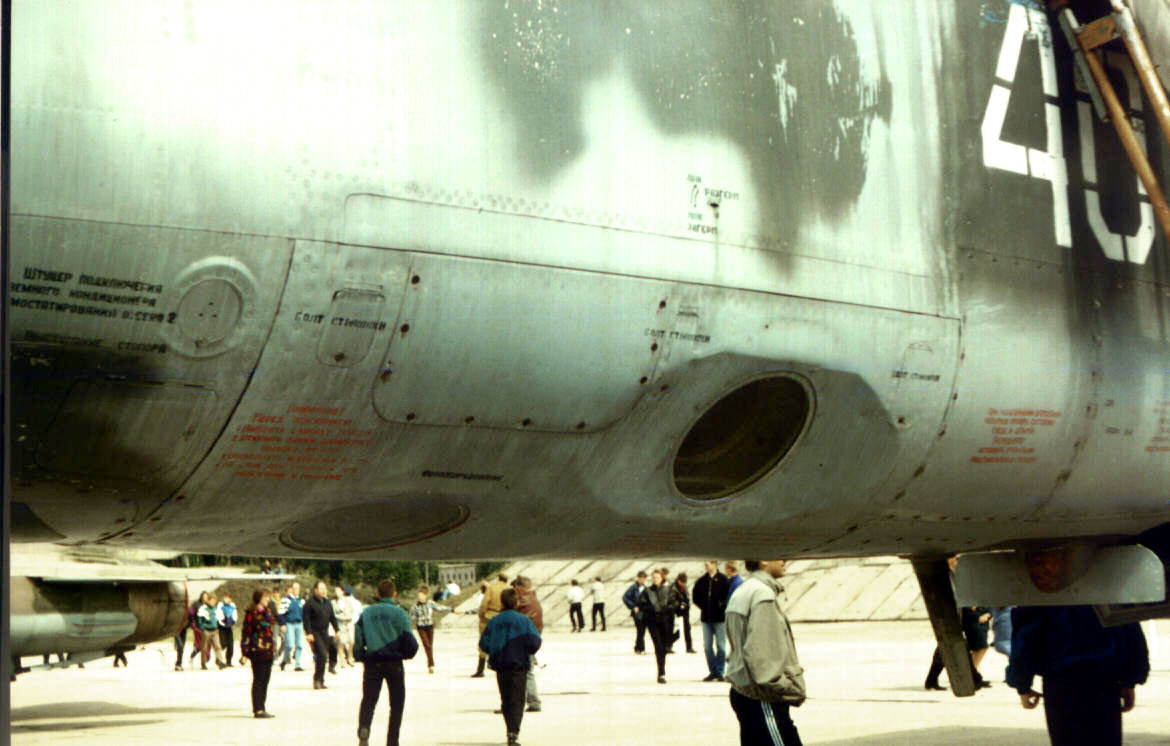
Kamery na letounu MiG-25RB

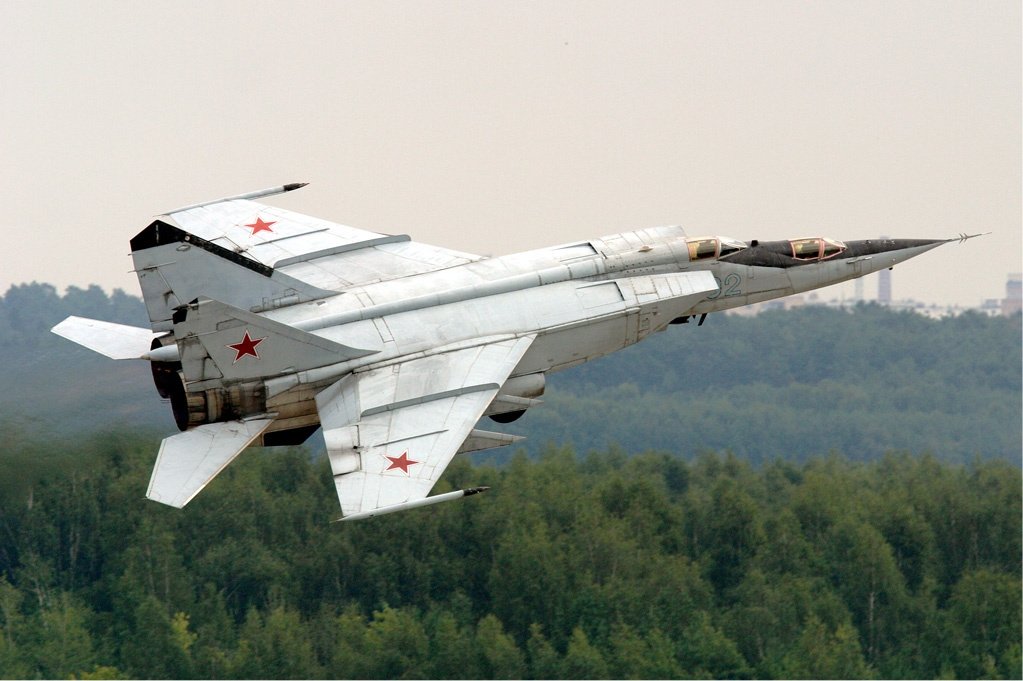
Dvoumístný MiG-25PU

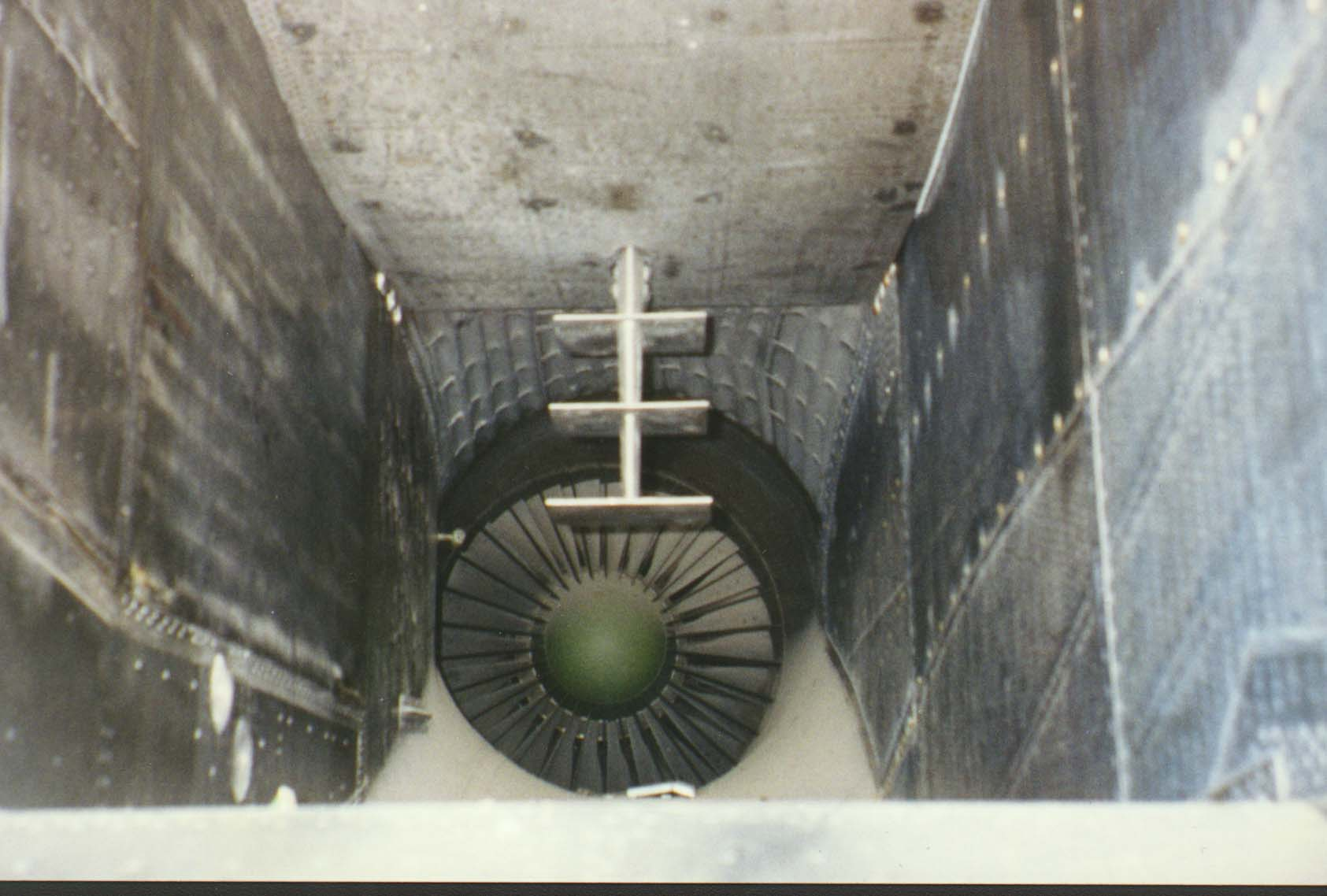
Vstup do motoru, jsou zde dobře vidět trysky pro vstřik vody a methanolu

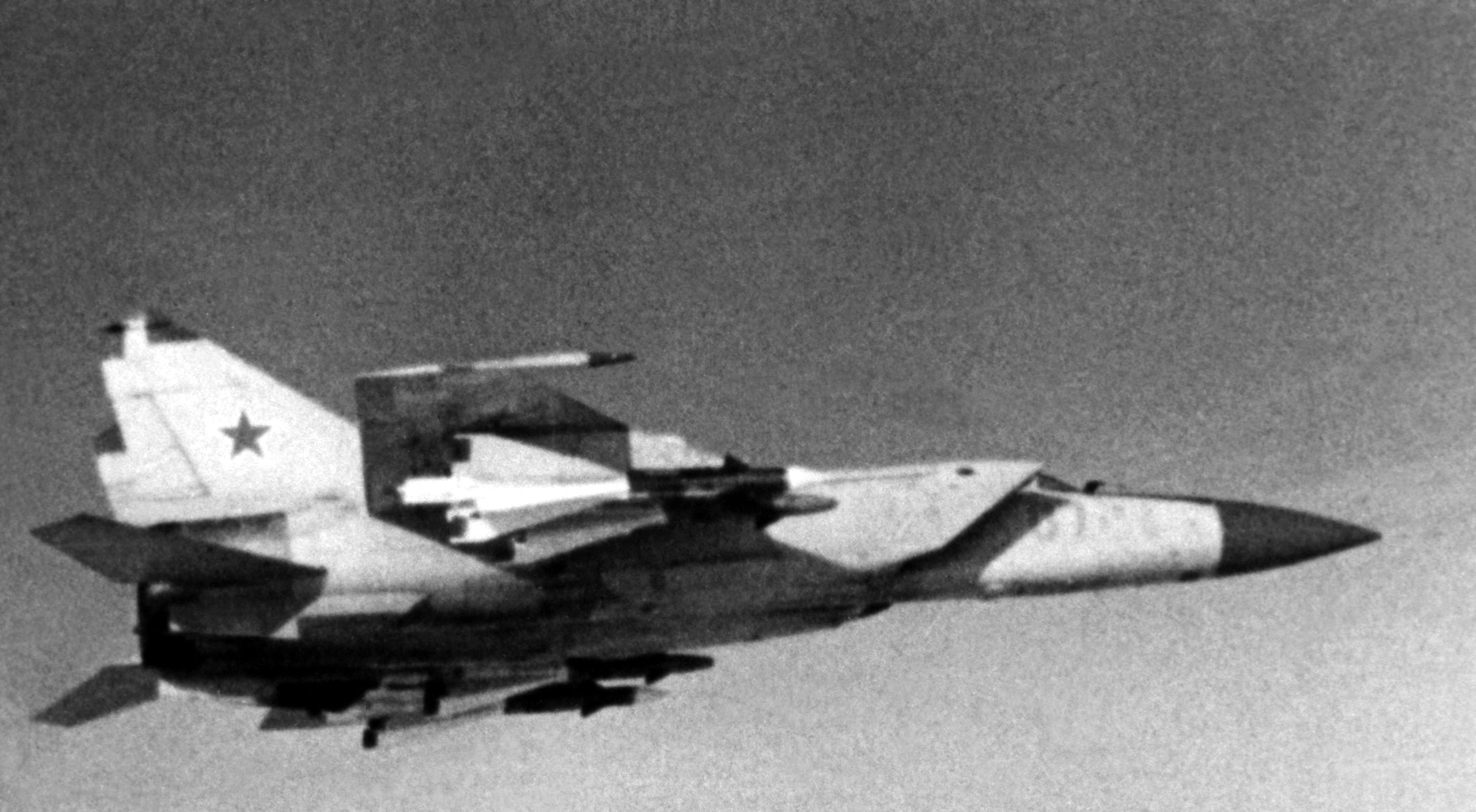
MiG se čtyřmi střelami AA-6 Acrid

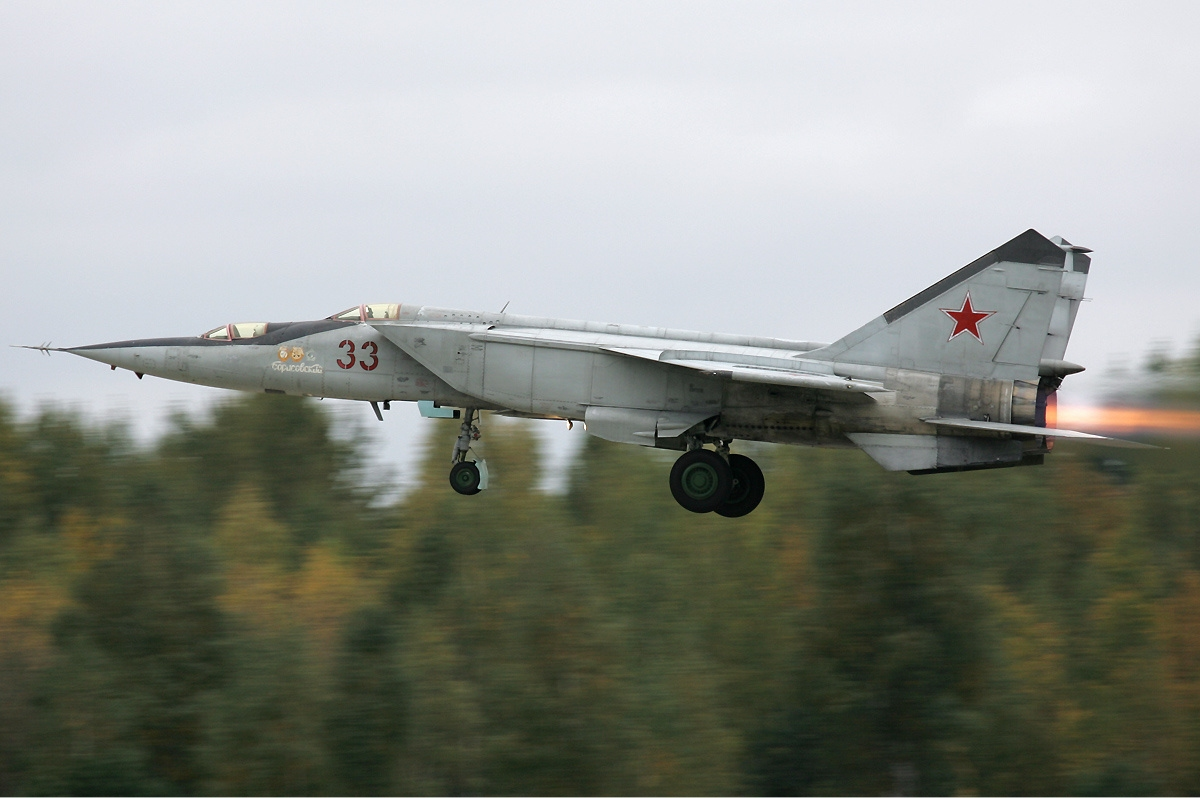
MiG-25RU v září 2008

Vývoj letounu MiG-25 byl zahájen v 50. letech 20. století, jako paralela k prvním pracím na „třímachových“ stíhačkách i bombardérech, jako např. North American XB-70 „Valkyrie“, XF-103 „Thunderwarrior“, Lockheed YF-12 a z něj odvozený Lockheed SR-71 „Blackbird“, nebo XF-108 Rapier, v USA. S příchodem prvních letounů dosahujících rychlosti řádu M=2 se vývoj ke třímachovým strojům zdál jako logicky následující krok. U MiGu-25 se již od zahájení prací uvažovalo plnění celé řady různých úkolů, jako např. verze nesoucí řízené střely s plochou dráhou letu – a dokonce i pěti až sedmimístný nadzvukový dopravní letoun. Ovšem, hlavní důraz byl kladen na vznik nového výškového průzkumného letounu a těžkého stíhače, dosahujícího velmi vysokých rychlostí. Pokud by v USA byly do služby zařazeny bombardéry s rychlostí M=3, protivzdušná obrana SSSR potřebovala obdobně výkonný letoun k jejich spolehlivému záchytu a zničení.
OKB (konstrukční kancelář) Mikojan-Gurevič obdržela zadání na konstrukci MiGu-25 10. března 1961. Ačkoli konstrukční práce na bombardéru „Valkyrie“ byly ukončeny ještě před tím, než se nový sovětský stroj, nesoucí označení „Je-155“ (nebo „Е-155“), dostal do prototypového stadia, vývoj v SSSR pokračoval nejvyšším tempem. Objevila se hrozba vysokovýkonných průzkumných letounů Lockheed SR-71 Blackbird, proti nimž měl být nový MiG-25 důstojnou protiváhou. Široce tradovaný omyl říká, že MiG-25 byl vyvíjen výhradně jako odpověď na North American XB-70 „Valkyrie“. A. Beljankov, šéfkonstruktér OKB MiG, potvrdil, že důvod musíme hledat jinde. Zbrojní doktrínou SSSR se v uvedené době stalo vytvoření obdoby (jedné nebo více) každého zbraňového systému, který byl zařazen do výzbroje v USA. Proto dokud probíhaly práce na typech A-12/SR-71, pokračoval i vývoj MiGu-25. [zdroj?]
Kvůli aerodynamickému ohřevu povrchu letounu, který nutně provází každý let rychlostí nad M=2, a z něj plynoucí pokles pevnosti tradičních materiálů, MiG-25 (a žádný obdobně výkonný stroj) nemohl být zkonstruován z osvědčených hliníkových slitin. Lockheed pro své YF-12 a SR-71 použil jako základní materiál titan a jeho slitiny, firma North American pro XB-70 ocelovou voštinu (materiál svou strukturou připomínající včelí plást, lehký a odolný). V obou případech museli Američané překonávat závažné obtíže technologického rázu, které přineslo s sebou použití tak exotických materiálů. Sám šéfkonstruktér Lockheedu, Clarence Kelly Johnson, se nechal slyšet, že „kdyby věděl, jaké problémy přinese výroba titanových dílů, zkonstruoval by své A-12 a SR-71 z něčeho jiného.“ V OKB MiG nakonec bylo přijato rozhodnutí vyrobit MiG-25 ze slitiny oceli a niklu, která vykazovala dobrou pevnost i při teplotách, jimž byl vystaven povrch stroje během letu rychlostí nad M=3. Ocelové díly byly spojovány namísto klasického nýtování kombinací bodového svařování, automatického strojového svařování a dokonce i ručními svary. Původní obavy z praskání spojů při tvrdším dosednutí letounu během přistání se v reálném provozu nepotvrdily – pro MiG-25 byli vybírání elitní piloti, kteří přistávali s minimálním namáháním stroje. Současně, když přece jen došlo k porušení nějakého svaru na letounu, nebyl problém jej opět zavařit, a to i v polních podmínkách. Mimo nikl-ocelové slitiny byl při konstrukci MiGu-25 v malé míře použit i titan a běžné hliníkové slitiny. Relativně bezproblémová technologie umožnila i při omezených zdrojích SSSR postavit celkem 1 190 kusů letounu MiG-25 všech verzí (srovnej s počty SR-71). Rozsáhlé použití oceli přineslo nárůst hmotnosti stroje a omezilo mírně jeho výkony i letové vlastnosti, zvláště obratnost.
První vzlet prototypu, postaveného jako průzkumná varianta letounu a značeného v konstrukční kanceláři Je-155-R1, se uskutečnil 6. března 1964. První stroj ve stíhací verzi, označený „Je-155-P1“, se dostal do vzduchu 9. srpna 1964. Vývoj k plně operačním letounům, které představovaly významný krok vpřed pro sovětskou technologii v aerodynamice, technice konstruování i v metalurgii, si vyžádal ještě několik dalších roků. Mezitím zlepšené prototypy, pod označením Je-266 (nebo Е-266“), získaly v období 1965–1967, celou řadu světových rekordů v oblasti letectví.
Sériová výroba prvních dvou variant, označených MiG-25P (kód NATO Foxbat-A) – stíhací – a MiG-25R (Foxbat-B) – průzkumná, byla zahájena v roce 1969. MiG-25R přišel do výzbroje průzkumných letek sovětského letectva prakticky okamžitě, ale protivzdušná obrana SSSR se operačně způsobilých MiGů-25P dočkala až roku 1972. Pro obě varianty byly vyvinuty i dvojmístné cvičné verze MiG-25PU (Foxbat-C) a MiG-25RU. Z MiGu-25R byly odvozeny nové deriváty, MiG-25RB (průzkumná – bombardovací), MiG-25RBS a MiG-25RBŠ, vybavené radarem s bočním vyzařováním (side-looking airborne radar, SLAR), MiG-25RBK a MiG-25RBF pro radioelektronický boj (Foxbat-D), a nakonec MiG-25BM (Foxbat-F), určený k ničení protivzdušné obrany nepřítele pomocí čtveřice řízených střel Ch-58 (kódové označení NATO AS-11 Kilter), navádějících se na vyzařování pozemních radiolokátorů.
MiG-25 je schopen opravdu vysokých výkonů. Maximální rychlost bojových strojů oficiálně dosahuje M=2,83 a dostup je uváděn jako 27 000 m, ačkoli speciálně upravený MiG-25 v roce 1977 vystoupal dokonce na 37 650 m. Západní prameny obvykle kritizují omezenou obratnost a dolet stroje i jeho velmi limitované schopnosti vést vzdušný boj na malou vzdálenost; zde je nezbytné v krátkosti rozebrat filozofii protivzdušné obrany SSSR v 70. a 80. letech 20. století. Jejím základem byla síť výkonných radiolokátorů, jejichž údaje se staly podkladem pro rozhodování o způsobu vedení bojové činnosti proti narušiteli. Pokud byly povolány MiGy-25, od startu do úspěšného zachycení cíle je vedl automatizovaný systém „Vozduch“, který neustále vypočítával optimální trajektorii letu stíhače tak, aby k odpálení protiletadlových řízených střel došlo v okamžiku zajišťujícím vysokou pravděpodobnost zničení cíle. MiG-25 tedy nemusel při bojovém letu vykonávat složité manévry, jeho úkolem byla pouze doprava řízených střel R-40 dalekého dosahu do vzdálenosti cca 20–40 km od narušitele a jejich úspěšné navedení na cíl pomocí výkonného radiolokátoru, obvykle aniž by pilot svého protivníka zahlédl na vlastní oči (Boj „BWR“ – beyond visibility range = za hranicí viditelnosti.) Proto nebyl MiG-25 konstruován pro velkou obratnost, ale naopak hlavními parametry se u něj staly rychlost, stoupavost a dostup. Ostatně, právě v těchto disciplínách byl ve své době nejvýkonnější letoun světa a rekordy MiGu-25 v dostupu přetrvávají v tabulkách FAI dodnes.
Právě let vysokou rychlostí nebyl u MiGu-25 bez problémů. Při rychlosti nad M=2,8 obrovské množství vzduchu proudící skrz motory mělo snahu způsobit přetočení turbín, proto bylo nutné pečlivě hlídat otáčky. Současně docházelo k extrémnímu tepelnému namáhání motorů teplem uvolněným díky dlouhodobě zapnutému přídavnému spalování. MiGy-25 sice dokázaly běžně dosáhnout rychlosti M=3,2, ovšem po přistání z takového letu následovala okamžitá výměna motorů. Proto mohli piloti MiGů takových rychlostí dosahovat výhradně na zvláštní příkaz, nebo pokud to vyžadovala bojová situace. Jinak se při běžných letech nepřekračovala rychlost M=2,5. Dokonce i rychlosti M=2,8 bylo velice obtížné dosáhnout bez přetočení turbín.

## Hodnocení

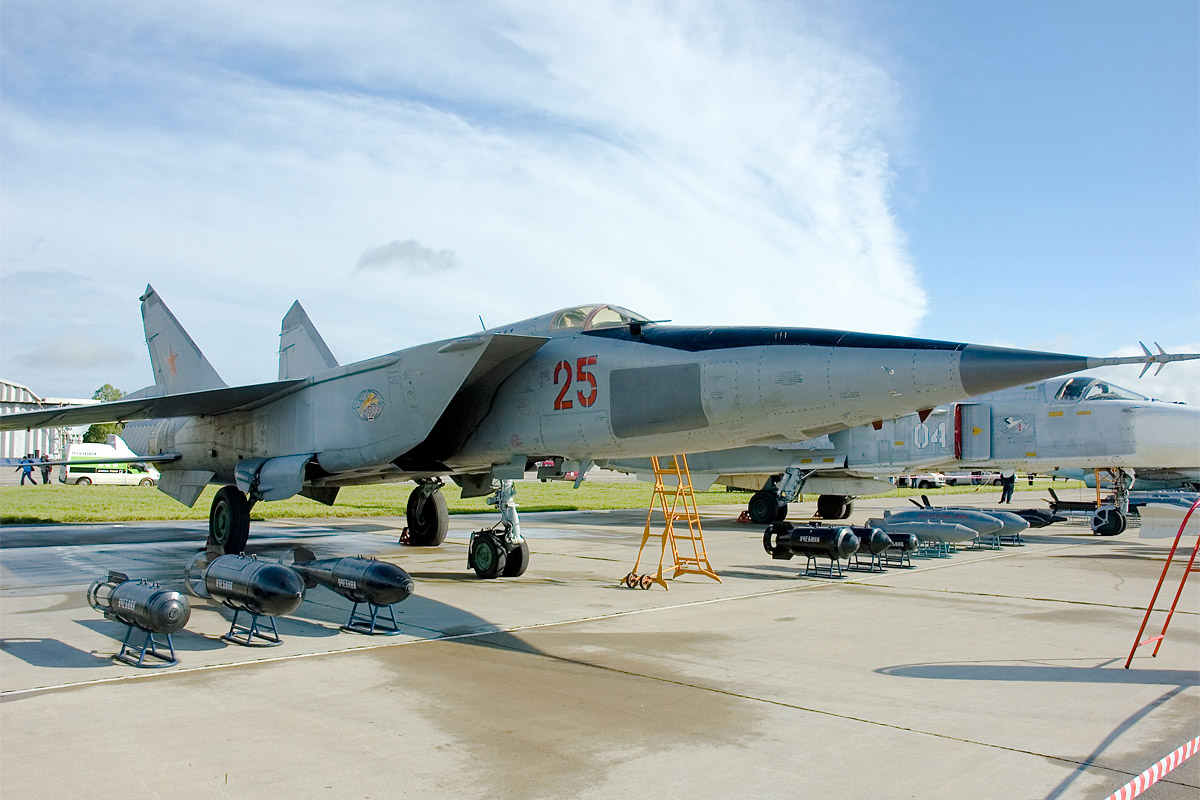
MiG-25RBŠ a výzbroj

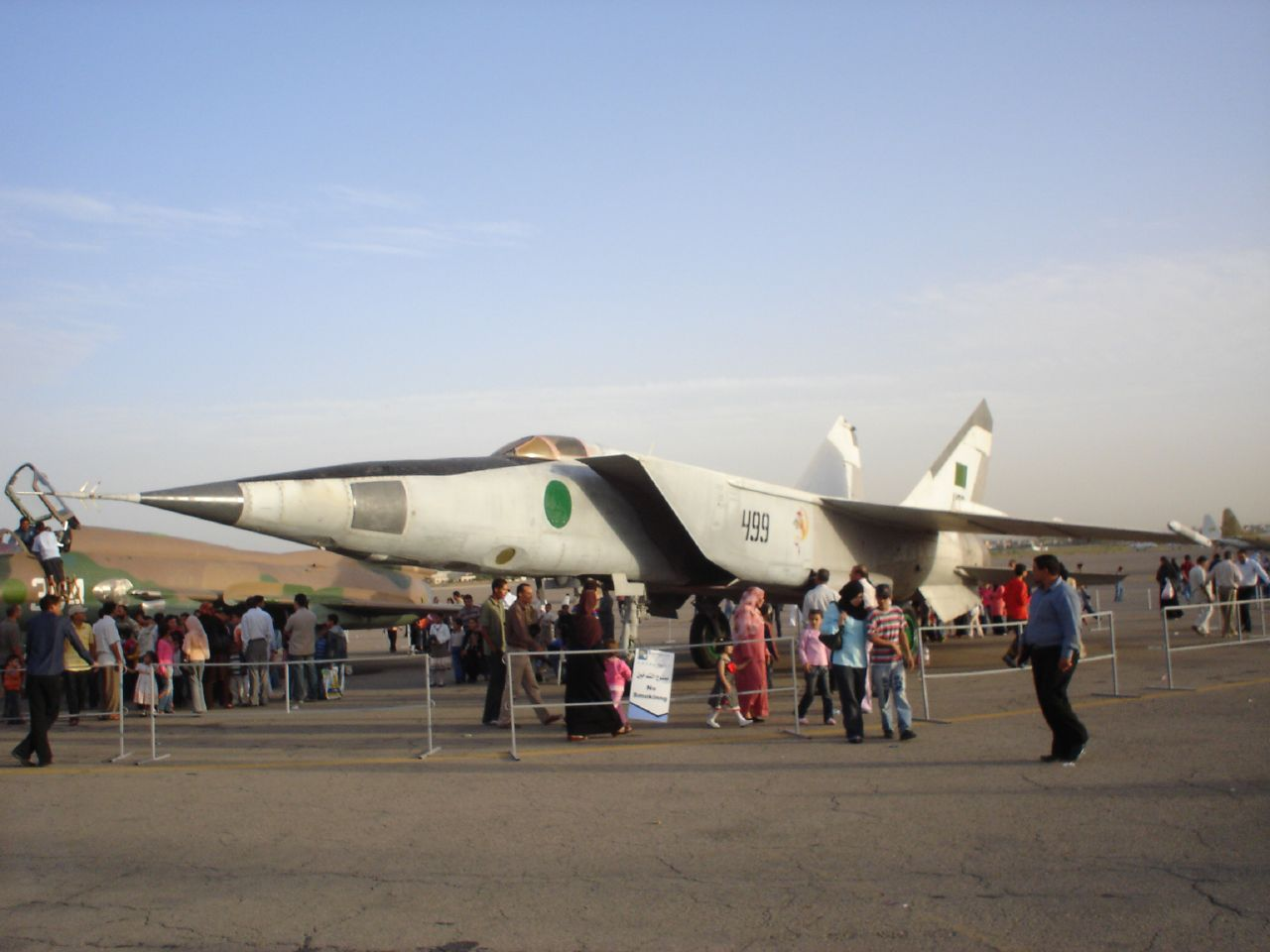
Libyjský MiG-25RB

Bez ohledu na výše uvedená omezení, první zprávy amerických radarových stanic ze základen v Turecku o novém sovětském letounu dosahujícím rychlosti takřka 3 000 km/h způsobily v západních zemích doslova paniku. Díky nepřesným informacím byl MiG-25 zpočátku považován za vysokovýkonný stíhač pro vybojování vzdušné převahy, ne za přepadový stíhací letoun. Jako odpověď byl v USA spuštěn velmi ambiciózní program, který posléze vyústil do konstrukce stroje McDonnell-Douglas F-15 Eagle. Pravda o reálných schopnostech a určení letounu vyšla najevo až poté, co v roce 1976 sovětský pilot Viktor Bělenko ulétl na své „pětadvacítce“ do Japonska, kde přistál se zbytky paliva na mezinárodním letišti Hakodate a požádal o azyl ve Spojených státech. Jeho MiG se po mnoha urgencích vrátil do SSSR až po 67 dnech, kdy jej v mezičase prozkoumaly týmy amerických odborníků na základně Wright-Patterson v Ohiu. Analýza přinesla poznatky o účelné a jednoduché konstrukci stroje, umožňující jeho snadnou údržbu v bojových podmínkách:
- Namísto polovodičů, palubní avionika i radiolokátor Smerč využívaly ještě vakuové elektronky, které se ale ukázaly velmi výhodné pro svoji schopnost odolávat nejen vysokým teplotám, ale také tzv. elektromagnetickému pulsu EMP, provázejícímu explozi jaderných zbraní. Elektronky mohly být při poruše snadno vyměňovány i málo vycvičeným personálem. [zdroj?]
- Značná část spojů na letounu byla provedena ručními svary. Pokud se použilo nýtování, v místech, kde nezpůsobovaly zvýšení aerodynamického odporu, konstruktéři nechali hlavy nýtů vystupovat nad povrch letounu.
- Letoun bylo možné vyrobit poměrně snadno a rychle, bez použití obtížně dostupných materiálů nebo technologií.
- Motory Tumanskij R-15 mají největší komory přídavného spalování, jaké byly do té doby zkonstruovány. Velmi originálně byla vyřešena ochrana draku před účinky tepelného záření z motorů: vnitřní části letounu pokrývá celkem 5 kg čistého stříbra, které tepelné paprsky výborně odráží.
- Při konstrukci došlo jen ke sporadickému využití titanu a jiných pokročilých materiálů a jejich nahrazení ocelí, která ovšem přinesla hmotnost prázdného letounu 20 tun.
- Jak je pro sovětské letouny obvyklé, celá konstrukce letounu byla navržena s cílem dosáhnout maximální strukturální pevnosti a současně jednoduchosti.
- Díky použití vakuových elektronek má radar Smerč-A (kódové označení NATO „Foxfire“) MiGu-25P enormní výkon – pulz dosahuje až 500 kW – a, pokud je radar v činnosti na zemi, dokáže na vzdálenost několika set metrů zabít králíka.
- Limit přetížení draku s plnými přídavnými nádržemi je pouze 2,2 G, maximální přípustné přetížení 4,5 G. Jeden MiG-25 dosáhl při nácviku souboje v malé výšce přetížení 11,5 G, což vyústilo do trvalé deformace draku a letoun sice bezpečně přistál, ale nebyl už dále použitelný. (Jiné prameny,[6], uvádí, že 4,5 G je přetížení, které nezkracuje životnost draku stroje. Bojově lze dosahovat 6,75 G bez jakékoli deformace letounu, maximální přípustné přetížení je 8,4 G – od této hodnoty už nastává plastická deformace draku).
- Akční rádius letounu je 300 km a maximální dolet bez přídavných nádrží při podzvukové rychlosti pouhých 1200 km. Je pravdou, že Bělenko dolétl před spotřebováním paliva pouze nejkratší cestou ze SSSR do Japonska, přičemž mu nezbyl dostatek paliva na plánované přistání. Během sestupu jen těsně minul vzlétající dopravní letadlo, aby nakonec přejel konec dráhy a letoun se zastavil až v poli za letištěm.
- Většina MiGů-25 používala vystřelovací sedačky KM-1; poslední verze pak jedny z prvních variant vynikajících K-36. Kuriózní světový rekord v rychlosti, při níž pilot dokázal provést úspěšnou katapultáž (neuvěřitelných M=2,67), pak drží právě MiG-25 vybavený sedačkou KM-1.

Poté, co se západní odborníci seznámili s konstrukcí MiGu-25, se objevil názor, že jeho návrh byl ovlivněn strojem North American A-5 Vigilante. Oba letouny mají velmi podobné tvary (Také A-5 byla na počátku navržena s dvojitou směrovkou). Jiní odborníci předpokládají, že MiG-25 má své kořeny spíše v MiGu-21, s nímž ale po dlouhém a obtížném vývoji sdílí jen málo společného. Nakonec se nejpravděpodobněji jeví verze, podle níž byla základní aerodynamická koncepce vyvinuta od základu v ústavu CAGI speciálně pro MiG-25.
Pro zlepšení bojových schopností a efektivity letounu byla v roce 1978 vyvinuta pokročilejší verze MiG-25PD (Foxbat-E), s novým radiolokátorem RP-25 Safir s možností detekce a útoku na cíle pohybující se na pozadí země. Současně se objevilo také infračervené čidlo a výkonnější motory. 370 původních MiGů-25P bylo přestavěno na tento standard a označeno MiG-25PDS.
Do ukončení výroby v roce 1984 vzniklo celkem 1 186 MiGů-25 všech verzí. Typ byl také exportován do Alžírska, Bulharska (3× MiG-25R a 1× MiG-25RU, používány do r. 1992), Indie (do 2006), Iráku, Libye a Sýrie. Z výzbroje ruského letectva byl MiG-25 vytlačen modernějšími letouny MiG-31 a Su-27.

## Služba
Operační lety MiGů-25 jsou stále zahaleny tajemstvím a informace o nich pouze sporadické. Následující výčet si nečiní ambice na úplnost, měl by pouze ilustrovat schopnosti letounu, pokud byl nasazen za vhodných podmínek.

### Sovětský svaz
Neozbrojená verze „B“ měla větší vliv než přepadová verze, když SSSR v březnu 1971 poslal do Egypta dva MiGy-25R a dva MiGy-25RB, které zde zůstaly až do července 1972. Provozoval je sovětský 63. samostatný letecký oddíl, který byl pro tuto misi zřízen. Oddíl 63 provedl let nad izraelským územím na Sinaji na průzkumných misích zhruba 20krát. Lety probíhaly ve dvojicích při maximální rychlosti a vysoké výšce, mezi 17 000 a 23 000 m. 6. listopadu 1971 se sovětský MiG-25 operující z Egypta letící rychlostí 2,5 Machu setkal s izraelskými F-4E a neúspěšně na ně vypálil. MiG-25 byl během tohoto období sledován letící nad Sinají rychlostí 3,2 Machu. Motory MiGu-25 přešly do nadměrných otáček, což vedlo k jejich vyřazení. Oddíl 63 byl poslán zpět domů v roce 1972. Sověty provozované průzkumné MiGy-25 se vrátily do Egypta během 19.–20. října 1973 za Jomkipurské války. Oddíl 154 zůstal v Egyptě až do konce roku 1974.
Během 70. let provádělo sovětské letectvo průzkumné přelety nad Íránem pomocí letounů MiG-25RBŠ v reakci na společné průzkumné operace mezi USA a Íránem.
Švédské letectvo v 80. letech sledovalo MiGy-25 sovětské protivzdušné obrany prostřednictvím radaru, jak pravidelně provádějí záchyty ve vzdálenosti 19 000 m a 2,9 km za letouny Lockheed SR-71 Blackbird ve výšce 22 000 m nad Baltským mořem.
Podle knihy Gideona Remeze and Isabelly Ginorové Foxbats over Dimona, dva MiGy-25R provedly průzkumný let nad izraelským jaderným zařízením Dimona během šestidenní války. Operovaly ze základny Cairo-West (Káhira) v Egyptě se sovětskými piloty i členy pozemního zabezpečení. Při rychlosti M=3,2 a ve výšce přes 25 000 m nemělo izraelské letectvo IAF možnost stroje jakkoli ohrozit. Schopnosti MiGů-25 byly popudem ke konstrukci čistě izraelské průzkumné verze slavného Phantomu, známé jako RF-4 “Shablol“ s kamerou Vinten a zlepšenou aerodynamikou kvůli dosažení vyšších výkonů ve velkých výškách.

### Sýrie
13. února 1981 vyslalo izraelské letectvo nad Libanon dva RF-4E jako návnady pro syrské stíhačky MiG-25. Jak se MiGy škrábaly, RF-4E se otočily zpět přičemž vypustily elektronická protiopatření. Na MiGy čekaly dvě izraelské F-15A a jeden z MiGů sestřelily střelami AIM-7F Sparrow. Druhý MiG byl schopen uniknout. V podobném střetnutí byl 29. července 1981 znovu sestřelen syrský MiG-25 izraelskou F-15A, načež druhý MiG-25 na F-15 a jeho podpůrný letoun odpálil své rakety R-40, ale ty minuly.
První hlášená aktivita syrských letounů MiG-25 v občanské válce byla 8. února 2014, kdy byly vyslány dva letouny F-16 tureckého letectva, aby zachytily syrský MiG-25, který se blížil k tureckým hranicím.

### Irák

#### Irácko-íránská válka
Všechny potvrzené sestřely MiGu-25 jsou uvedeny Irákem.
MiG-25 byl ve výzbroji iráckého letectva během íránsko-irácké války. Iráčané tvrdili, že jejich MiGy-25 sestřelily během války nejméně 15 íránských letadel, zatímco pouze jeden MiG-25 byl ve vzdušném boji ztracen (jeden další sestřelila raketa protivzdušné obrany)
- 19. března 1982 byl íránský F-4E těžce poškozen střelou vypálenou iráckým MiGem-25.[21]
- 24. listopadu 1982 irácký MiG-25PD nad Eivanem sestřelil íránský F-5F.[22]
- V prosinci 1982 sestřelil irácký MiG-25PD nad Bagdádem íránský F-5E.[23]
- Irácké MiGy-25 provedly další sestřel proti Íránu v únoru 1983, kdy irácký MiG-25PD sestřelil íránský C-130.
- V dubnu 1984 sestřelil irácký MiG-25PD íránský F-5E.[22]
- 21. března 1985 irácký MiG-25PD sestřelil íránský F-4E (zahynuli íránští piloti Hossein chalatbari a Mohammad Zadeh).[49]
- 5. června 1985 irácký MiG-25PD sestřelil druhý íránský F-4E.
- 17. února 1986 irácký MiG-25PD sestřelil íránský Fokker F-27, všech 53 lidí, posádka a vysoce postavení důstojníci zahynuli.[22]
- 23. února 1986 sestřelil irácký MiG-25PD íránský EC-130E.
- 10. června 1986 irácký MiG-25PD sestřelil íránský RF-4E.
- V říjnu 1986 sestřelil irácký MiG-25PDS druhý RF-4E.[24]
- 17. ledna 1987 irácký MiG-25PDS sestřelil íránský F-14A raketou R-40.[25] Íránský pilot major Bahram Ghaneie byl zachráněn, operátor poručík Reza Vadtalab byl zabit. Dlouho bylo toto vzdušné vítězství připisováno MiGu-23ML.[22]

Nejúspěšnějším iráckým pilotem MiGu-25 války byl plukovník Mohommed Rayyan, který si připsal deset sestřelů. Osm z nich bylo na MiGu-25PD v letech 1981 až 1986. V roce 1986, po získání hodnosti plukovníka, byl Rayyan sestřelen a zabit íránskými F-14. Pro většinu vzdušných bojů iráčtí piloti používali střely R-40.
- 3. května 1981 irácký MiG-25PD sestřelil alžírský Gulfstream II.[27]
- 2. října 1986 irácký MiG-25PD sestřelil syrský MiG-21RF.[28]

Podle výzkumu novináře Toma Coopera Írán tvrdil, že deset MiGů-25 (devět průzkumných a jeden stíhací) mohlo být sestřeleno íránskými F-14 (jeden z nich sdílený s F-5) během íránsko-irácké války. Irák potvrdil pouze tři ztráty MiGů-25 (v důsledku pozemní palby nebo vzdušného boje).
Potvrzené bojové ztráty MiGu-25 během íránsko-irácké války:
- V červnu 1983 byl irácký MiG-25R pilotovaný plukovníkem Abdullahem Farajem Mohammadem sestřelen íránskou stíhačkou F-14A.[30]
- 25. února 1987 byl irácký MiG-25RB pilotovaný poručíkem Sayerem Sobhi Ahmadem sestřelen íránskou raketou HQ-2, pilot byl zajat.[31]

obchod

#### Válka v Zálivu

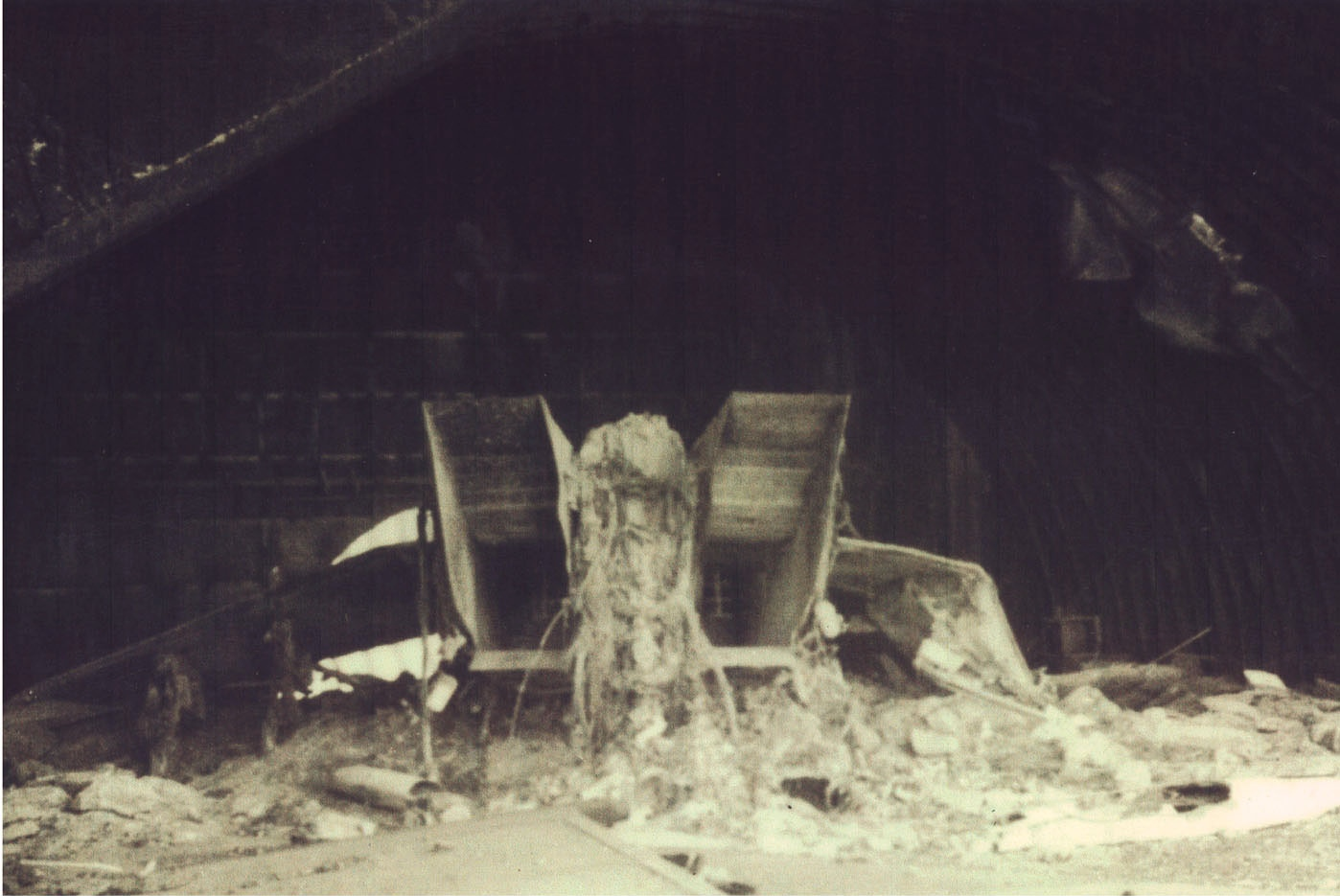
Foto iráckého bunkru po operaci pouštní bouře se zbytky MiGu-25 po útoku laserem naváděné pumy o hmotnosti 2 t.

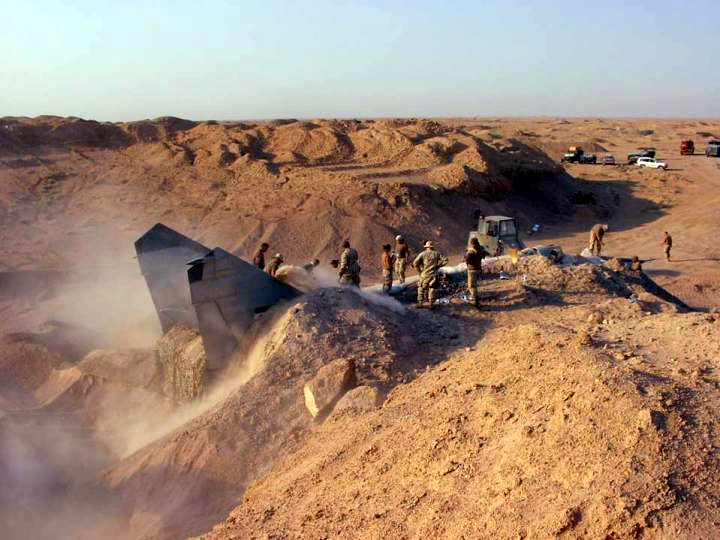
Irácký MiG-25R „Foxbat-B“ pohřbený v písku

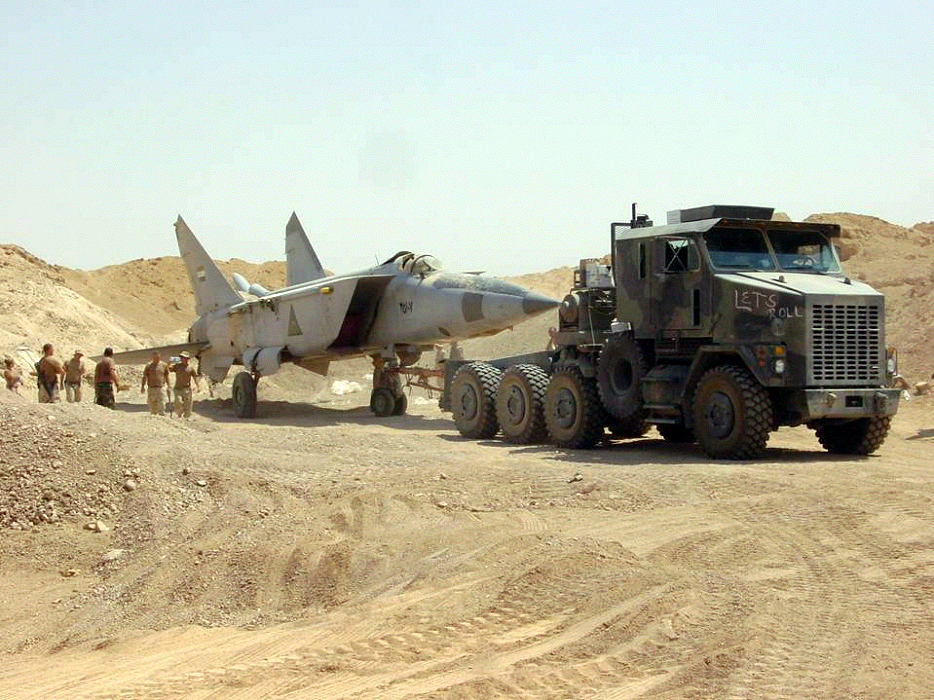
MiG po vytažení z písku

MiG-25PDS dosáhl jediného iráckého sestřelu, když během první noci bojů poslal řízenou střelou R-40DT k zemi F-18C Hornet, pilotovanou LCDR Scottem Speicherem, pak neúspěšně odpálil další střelu na A-6 Intruder a zřejmě se pokusil zaútočit ještě na A-7 Corsair II, to vše poté, co se mu podařilo proklouznout kolem doprovázejících F-14 a F-15. MiG-25 PDS pilotoval poručík Zuhajr Dávúd z 84. perutě IrAF.
19. ledna letouny F-15 amerického letectva sestřelily dva irácké letouny MiG-25. MiGy se pokoušely před F-15 schovat pomocí protiopatření a elektronických rušiček, aby na F-15 zaútočily necíleně. Nicméně piloti F-15 byli schopni dva irácké MiGy-25 znovuzachytit a oba sestřelili střelami AIM-7 Sparrow. V jiném případě osamělý irácký MiG-25PD unikl osmi patrolujícím americkým F-15 a pak odpálil tři střely na dvojici EF-111A „Raven“, které tak přinutil opustit jejich pozici, přerušit plnění bojového úkolu oslepování radarů irácké protivzdušné obrany a nechat útočící letouny bez podpory elektronického rušení. EF-111A poskytovaly krytí útočným F-15E Strike Eagle. MiG-25 unikl svým pronásledovatelům a bezpečně se vrátil na základnu.
Podle stejného zdroje nejméně jedna F-111 byla přinucena k přerušení mise MiGem-25 během náletu na Tikrít.
Východně od Bagdádu dva MiGy-25 odpálily své střely na dvojici F-15, které se dokázaly nebezpečí vyhnout, a díky převaze v rychlosti unikly napadeným „Eaglům“, jejichž piloti na ně neúspěšně odpálili čtyři střely Sparrow a dvě Sidewinder. Jiné dva F-15 se pokusily odříznout MiGy od základny a vypálily další čtyři střely Sparrow, které taktéž minuly. Poslední čtveřice F-15 se pak nedokázala k „pětadvacítkám“ dostatečně přiblížit pro zahájení útoku.
30. ledna 1991 irácký MiG-25 poškodil americkou F-15C střelou R-40 ve vzdušné bitvě u Samury. Irák tvrdí, že F-15 byla sestřelena a spadla v Saúdské Arábii.
Irák měl na začátku války dvanáct MiGů-25PD, z nichž ale jen polovina byla schopná operačního nasazení. I přesto prokázaly, že jsou s dobrými piloty schopné zaútočit na koaliční letouny a úspěšně jim uniknout. Problémy přinášelo výhradně omezení jejich přece jen už zastarávajících zbraňových systémů.
Během války v Zálivu byly dva MiGy-25 sestřeleny F-15C USAF. V roce 1992 jedna F-16 zničila MiG-25, který narušil bezletovou zónu v jižním Iráku. Bylo to první vítězství americké F-16 ve vzdušném souboji a první sestřel raketou AMRAAM.
23. prosince 2002 jeden irácký MiG-25 sestřelil americký bezpilotní letoun MQ-1 Predator, který právě prováděl průzkumný let nad Irákem. Bylo to poprvé v historii, kdy se v přímém boji střetly bezpilotní stroj a stíhací letoun. Predatory nosily dvojici střel vzduch-vzduch AIM-92 Stinger a byly používány, aby vylákaly irácké letouny do vzduchu a potom unikly. V tomto souboji Predator neunikl, ale odpálil jeden ze svých „Stingerů“, který minul, zatímco řízená střela z MiGu-25 zasáhla naprosto přesně.
Během invaze v roce 2003 nepoužil Irák žádný ze svých bojových letounů. Většina jich zůstala ukryta nebo zničena na zemi. V srpnu 2003 bylo několik desítek iráckých strojů nalezeno důkladně zakonzervovaných, zabalených do plastové fólie a pohřbených v pouštním písku. Mezi nimi také dva MiGy-25, které byly pomocí nákladních letounů Lockheed C-5B Galaxy odvezeny do USA. V prosinci 2006 došlo k předání jednoho z těchto MiGů do sbírek National Museum of the United States Air Force na základně Wright–Patterson u Daytonu ve státě Ohio. Fotografie z restaurování letounu před vystavením.

### Indie

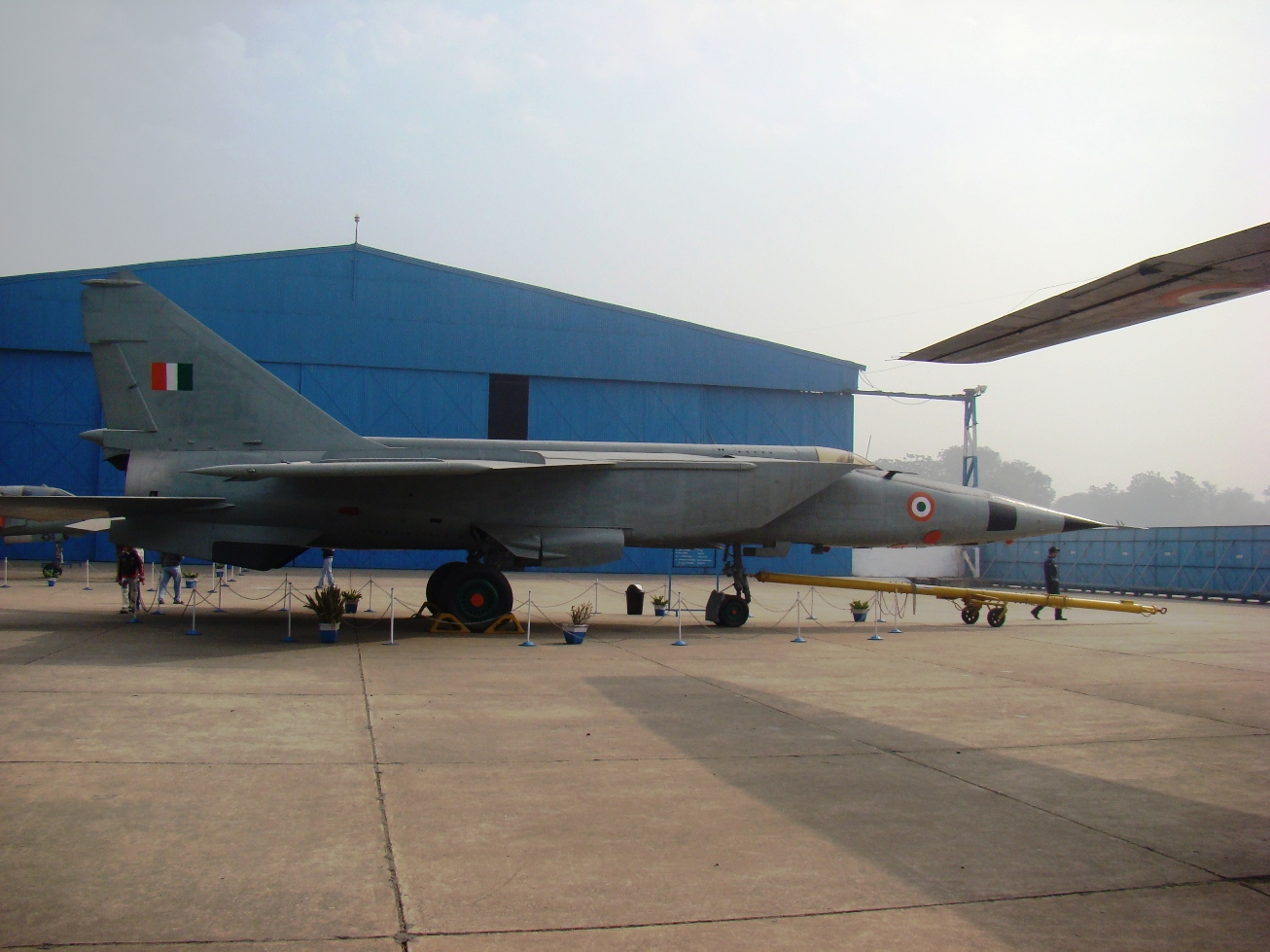
Indický MiG-25R v muzeu v Palamu

MiG-25 byl v Indii střeženým tajemstvím a byl označován jako Garuda podle velkého mytického ptáka Višnua z hinduistických textů. Dočkal se většího nasazení během kárgilské války a operace Parakram při provádění průzkumných letů nad Pákistánem.
V květnu 1997 vyvolal průzkumný letoun MiG-25RB indického letectva rozruch, když pilot po průzkumné misi do pákistánského vzdušného prostoru přeletěl nad pákistánským územím rychleji než 3 Machy. MiG-25 prolomil zvukovou bariéru při letu ve výšce kolem 20 000 m, jinak by mise zůstala utajena, alespoň pro širokou veřejnost. Pákistánská vláda tvrdila, že prolomení zvukové bariéry bylo záměrným pokusem poukázat na to, že pákistánské letectvo (PAF) nemělo ve svém inventáři žádné letadlo, které by se mohlo přiblížit cestovní výšce MiGu-25 (až 23 000 metrů). Indie incident popřela, ale pákistánský ministr zahraničí Gohar Ayub Chan věřil, že Foxbat fotografoval strategická zařízení poblíž hlavního města Islámábádu.
Nedostatek náhradních dílů a indická akvizice bezpilotních vzdušných prostředků a satelitních snímků nakonec vedly k vyřazení MiGů-25 roce 2006.
Následně se na různých místech v Indii dochovalo šest ze sedmi přeživších MiGů-25 (osmý letoun byl ztracen při havárii roku 1994).
Letecké pozorování zatmění Slunce 24. října 1995 nad Indií bylo provedeno MiGem-25, který pořídil snímky zatmění ve výšce 25 000 m.

### Libye

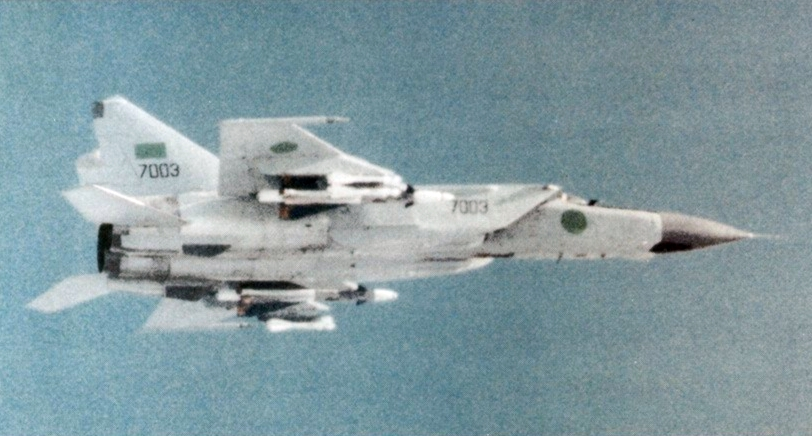
MiG-25 libyjského letectva

Libye byla hlavním uživatelem MiGu-25, protože koncem 70. a začátkem 80. let dovezla 96 stíhacích letounů MiG-25PD, cvičných MiG-25PU a průzkumných letounů MiG-25RBK.
Během 80. let 20. století Libye konfrontovala Spojené státy kvůli některým nárokům na rozšíření svých teritoriálních vod. Tyto incidenty podnítily řadu střetnutí mezi nepřátelskými silami, jak se to stalo např. během incidentu v zálivu Velká Syrta (1981), kdy se jich účastnily i libyjské MiGy-25.
Během následujících let byla libyjská flotila MiGů-25 uzemněna bez údržby. Vzhledem k tomu, že byly MiGy-25 několik let uzemněny, tak je během libyjské občanské války (2011) NATO ušetřilo.
V letech 2014 a 2015 už měly libyjské síly pod Novým všeobecným národním kongresem kontrolu nad řadou bývalých draků letadel libyjského letectva, které byly před libyjskou občanskou válkou v roce 2011 vyřazeny a uskladněny. Mezi nimi i několik MiGů-25. Technici na některých z nich začali pracovat, aby je vrátili zpět do služby v boji proti nepřátelským mezinárodně uznávaným libyjským vládním silám.
6. května 2015 havaroval MiG-25PU nového všeobecného národního kongresu poblíž Zintanu při útoku na civilní letiště kontrolované nepřátelskou mezinárodně uznávanou libyjskou vládou, pilot se katapultoval a byl zajat nepřátelskými silami, které také tvrdily, že sestřelily proudový letoun. Tryskové letadlo mohlo být na jednom ze svých prvních letů po opětovném uvedení do provozu.

## Varianty

### Prototypy
Je-155R
Průzkumné prototypy. Dva prototypy (Je-155R-1 a Je-155R-2) následovaly čtyři předprodukční letouny vybavené průzkumným zařízením.
Je-155P
Prototypy záchytných stíhaček. Dva prototypy (Je-155P-1 a Je-155P02) následovalo devět předprodukčních letadel.
Je-266
Označení používané pro prototypy a předsériová letadla (Je-155R-1, Je-155R-3 a Je-155P-1) používané pro účely překonávání rekordů v oficiální dokumentaci dodávané Fédération Aéronautique Internationale.

### Záchytné
MiG-25P
Jednomístný stíhací letoun pro každé počasí, poháněný dvěma proudovými motory Tumanskij R-15B-300, vybavený radarem RP-25 Směrč-A1 a vyzbrojený čtyřmi střelami vzduch-vzduch R-40. V kódu NATO Foxbat-A.
MiG-25PD
Vylepšený jednomístný záchytný stíhací letoun pro každé počasí, který vstoupil do služby roku 1979. Vybavený byl motory R-15BD-300 a novým pulzně-doppplerovským radarem N-005 Saphir-25 (RP-25M) se schopností look-down/shoot (možnost útočit z výšky na cíle proti pozadí země) založeném na radaru MiGu-23ML. Mohl být vybaven čtyřmi střelami vzduch-vzduch R-60, které nahradily dvě střely R-40. Pozdější stroje byly vybavené zařízením IRST pod nosem letounu. V kódu NATO Foxbat-E.
MiG-25PDS
Přestavba přeživších MiGů-25P na standard MiG-25PD z roku 1979. V kódu NATO Foxbat-E.
MiG-25PDSL
Jediný MiG-25PD upravený přidáním elektronického protiopatření (ECM).
MiG-25PDZ
Jediný MiG-25PD upravený s výsuvnou sondou pro doplňování paliva za letu.
MiG-25M
Dva zkušební exempláře (jeden přestavěný z MiGu-25RB a jeden z MiGu-25PD) pro výkonnější motory (98,04 kN (22 040 lbf) suchý tah, 129,71 kN (29 160 lbf) s přídavným spalováním)
Je-266M
Označení se vztahovalo na MiG-25M, když byl použit k překonání rekordů v letech 1975 a 1977, včetně stanovení absolutního výškového rekordu pro proudové letadlo 37 650 m (123 520 ft) dne 31. srpna 1977.
Izdělije 99
Dvě letadla používaná k testování dvouproudových motorů Solovjov D-30F, které byly později použity v MiGu-31.

### Průzkumné a útočné verze

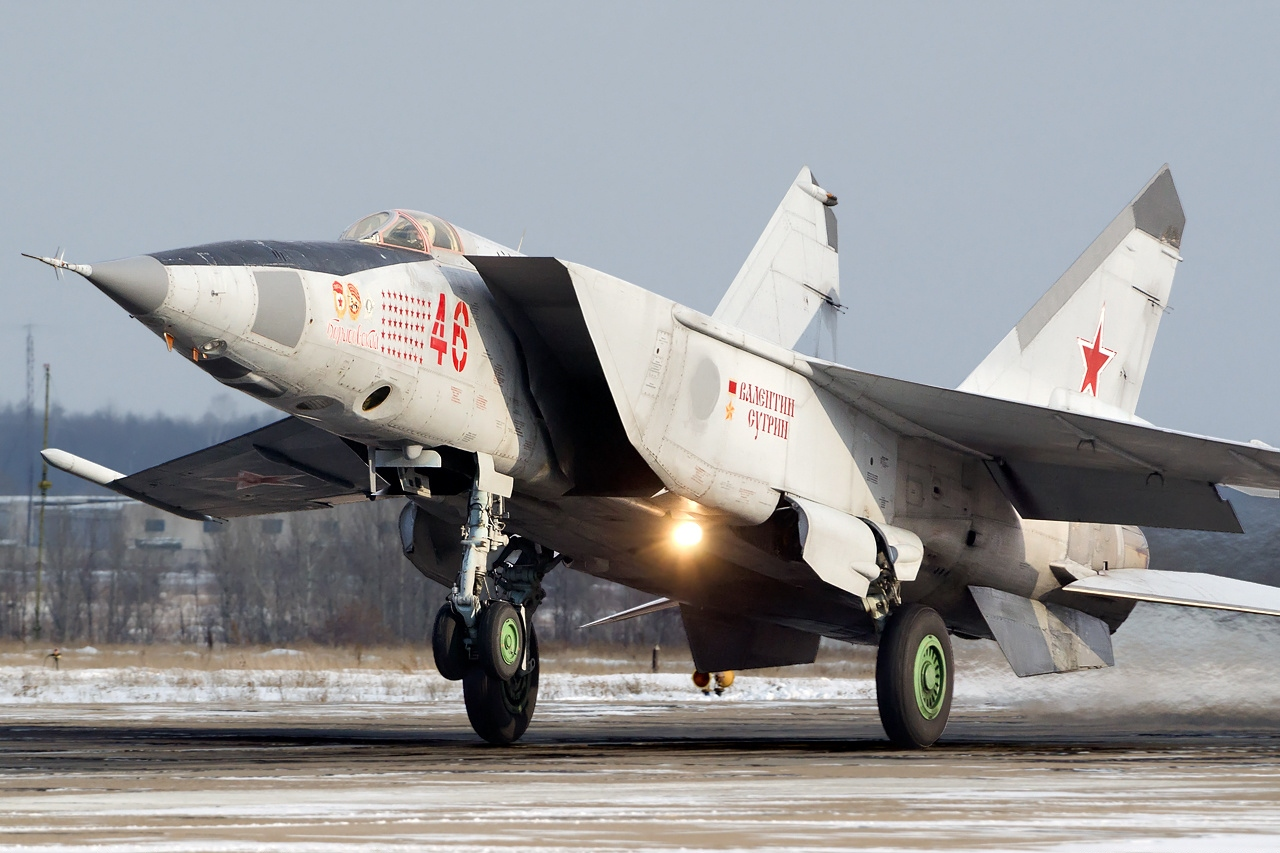
Ruský MiG-25RB

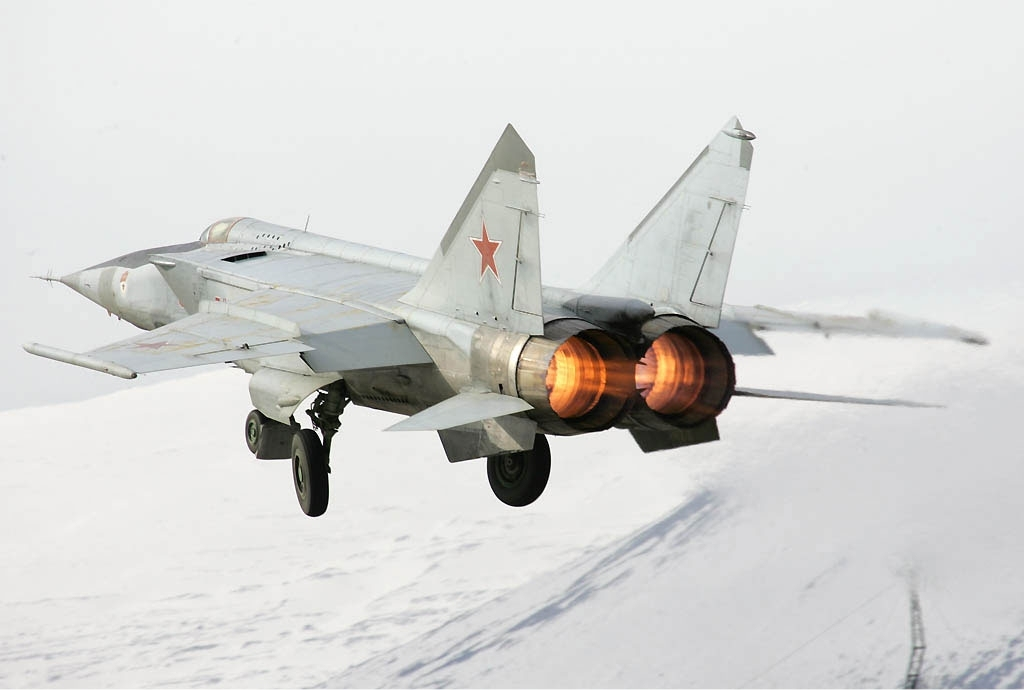
MiG-25RBS ruského letectva

MiG-25R
Jednomístný výškový denní průzkumný letoun vybavený kamerami a zařízením ELINT. V kódu NATO Foxbat-B.
MiG-25RB
Jednomístný průzkumný bombardér odvozený od MiGu-25R, vybavený vylepšenými průzkumnými systémy a automatickým bombardovacím systémem Peleng. Letoun může nést pumový náklad osmi 500 kg (1 100 lb) pum. Do služby vstoupil v roce 1970. Kódové označení NATO Foxbat-B.
MiG-25RBV
Modernizovaný jednomístný průzkumný bombardér s přepracovanou výbavou ELINT (SRS-9 Viraž). V kódu NATO Foxbat-B.
MiG-25RBT
Dále vylepšený průzkumný bombardér s vybavením Tangaž ELINT. V kódu NATO NATO Foxbat-B.
MiG-25RBN
Speciální noční průzkumný letoun nesoucí 10 fotografických pum pod trupem. Postaven pouze jediný prototyp. V kódu NATO Foxbat-B.
MiG-25RR
Přestavba osmi průzkumných letadel pro účely sběru vzorků radiace ve velkých výškách. Používal se k monitorování čínských jaderných testů v letech 1970 až 1980. V kódu NATO Foxbat-B.
MiG-25RBK
Jednomístný letoun se systémem Kub-3K ELINT. Bombardovací schopnost zachována, ale kamery nebyly namontovány. V kódu NATO Foxbat-D.
MiG-25RBF
Přestavba MiGu-25RBK s novým zařízením Šar-25 ELINT. V kódu NATO Foxbat-D.
MiG-25RBS
Jednomístný radarový průzkumný letoun vybavený radarem s bočním snímáním Sablja-E (side looking airborne radar, SLAR). Kamery nejsou osazeny, ale schopnost bombardování zachována. V kódu NATO Foxbat-D.
MiG-25RBŠ
MiG-25RBS osazen schopnějším radarem Šompol typu SLAR. V kódu NATO Foxbat-D.
MiG-25BM „Foxbat-F“Jednomístný letoun k potlačení nepřátelské protivzdušné obrany, vyzbrojený střelami vzduch-země Ch-58 nebo Ch-31 .

## Uživatelé

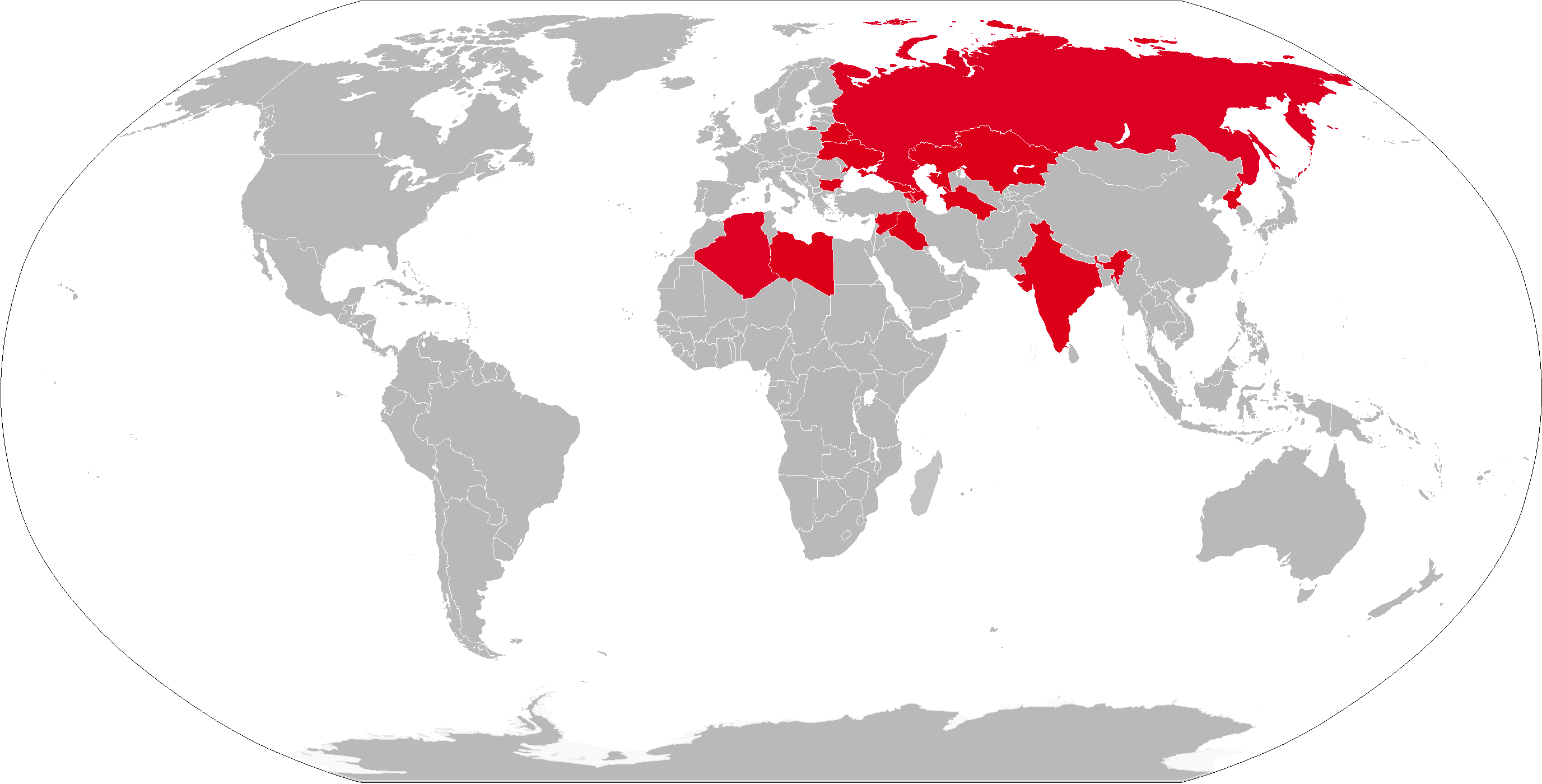
Bývalí uživatelé MiGů-25 zvýrazněni červeně

### Bývalí uživatelé

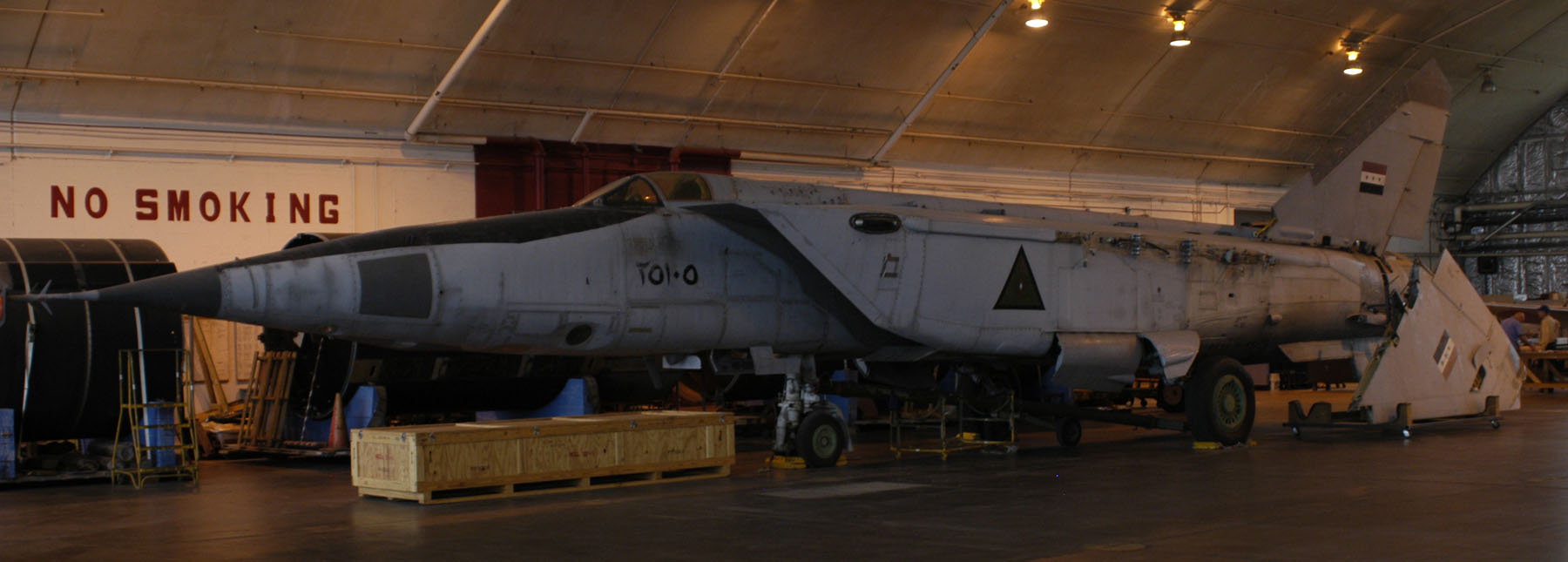
Irácký MiG-25RB v National Museum of the United States Air Force v Daytonu, Ohio v říjnu 2007. Nalezen pohřbený v Iráku roku 2003.

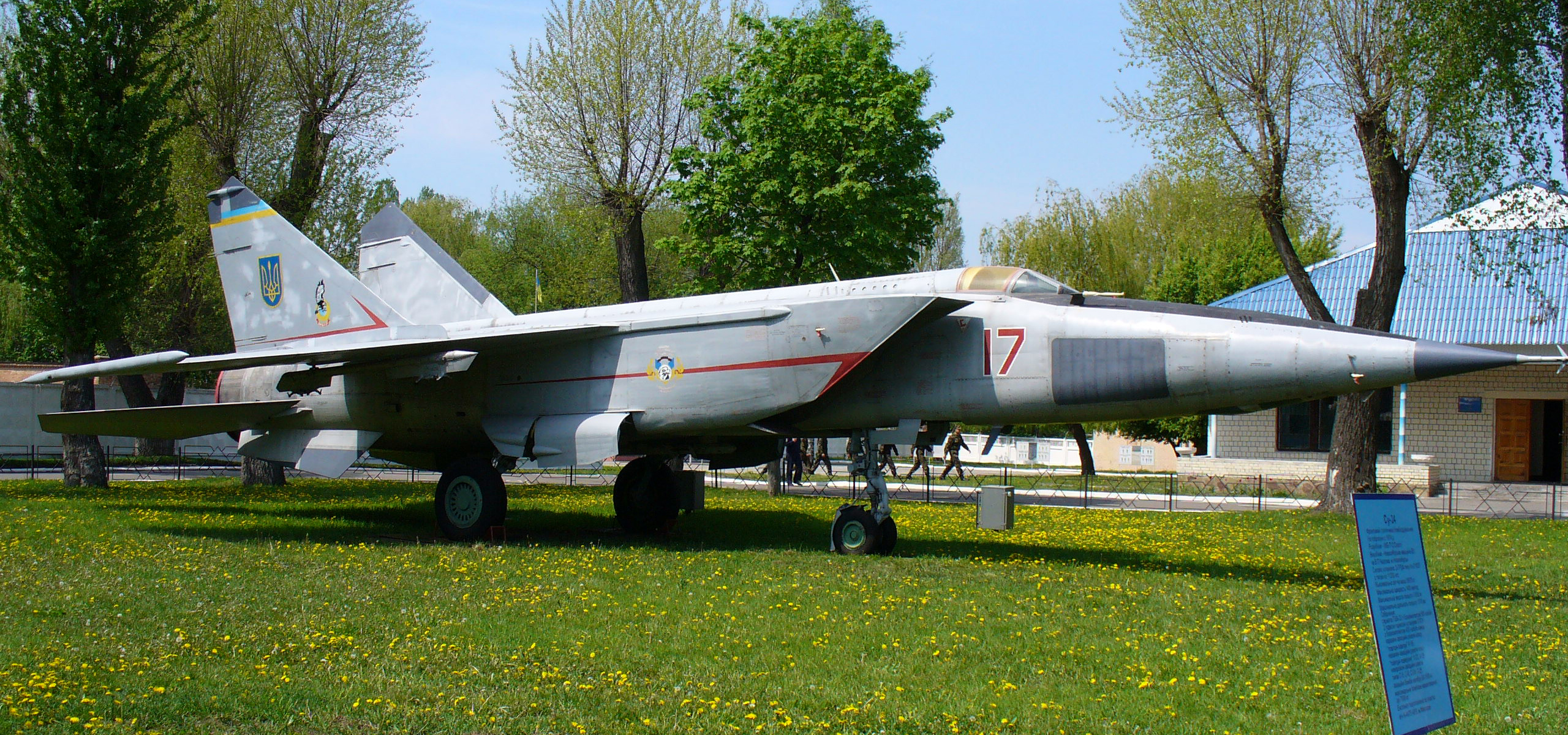
MiG-25RBS v ukrajinském muzeu ve Vinnycji

Alžírsko
- Alžírské letectvo[64] Od roku 1979 bylo celkem přijato nejméně 36 MiGů-25, včetně nejméně 18 stíhacích letounů MiG-25P, 10 průzkumných/útočných letounů MiG-25RB a 6 operačních cvičných letounů.[65] Poslední vyřazeny v červenci 2022.[66]

 Arménie
- Arménské letectvo[67]

 Bulharsko
- Bulharské letectvo – Tři MiGy-25RBT (číslo 731, 736 a 754) a jeden MiG-25RU (č. 51) byly dodány v roce 1982. 12. dubna 1984 stroj č. 736 havaroval poblíž města Balčik, pilot se úspěšně katapultoval. Používány do května 1991, kdy byly zbývající MiGy-25 vráceny do SSSR výměnou za pět stíhaček MiG-23MLD.

 Bělorusko
- Běloruské letectvo – Mělo až 50 MiGů-25, včetně 13 MiGů-25PD; do roku 1995 byl typ stažen.[9]

 Indie
- Indické letectvo – V roce 1981 převzalo šest MiGů-25RBK a dva MiGy-25RU. Provozovala je 102. peruť „Trisonics“ se sídlem na základně Bakshi Ka Talab v Lucknow v Uttarpradéši. Jeden RBK havaroval 3. srpna 1994.[9] Vyřazeny ze služby v květnu 2006.[43] Letecká základna Trishul v Barélí měla Foxbaty schopné létat až do 24 000 m.

 Irák
- Irácké letectvo – K lednu 1991 mělo sedm MiGů-25PU, devět MiGů-25RB a 19 MiGů-25PD/PDS. Během války v Zálivu (operace Pouštní bouře) byla většina z nich zničena na zemi.[68] Dva byly sestřeleny a sedm přeletělo do Íránu.[69]

 Gruzie
- Gruzínské letectvo

 Kazachstán
 Libye
- Libyjské letectvo – Kdysi provozovalo velké množství MiGů-25.[71]

 Rusko
- Ruské letectvo[67] – průzkumné varianty ve službě do roku 2014.

 Sovětský svaz
- Sovětské letectvo a vojska protivzdušné obrany – Historicky největší kombinovaný provozovatel. Sovětské letouny byly předány nástupnickým státům v roce 1991.

 Turkmenistán
- Turkmenské letectvo

 Ukrajina
- Ukrajinské letectvo – Po rozpadu SSSR převzalo 79 letadel.[9] V roce 1995 byly vyřazeny z provozu.

 Sýrie
- Syrské letectvo – 2 MiGy-25R ve službě k prosinci 2022;[72] Do služby přijato 16 MiGů-25PD, 8 MiGů-25RB a 2 cvičné MiG-25PU.[9][73]

## Specifikace (MiG-25P)

### Technické údaje
- Posádka: 1 (dvojmístný u cvičných verzí)
- Délka: 19,75 m
- Rozpětí: 14,01 m
- Výška na zemi: 6,10 m
- Nosná plocha: 61,40 m²
- Hmotnost prázdného letounu: 20 000 kg
- Maximální vzletová hmotnost: 36 720 kg
- Pohon: 2× Tumanskij R-15B-300, jednohřídelový proudový motor s pětistupňovým kompresorem, prstencovou spalovací komorou a jednostupňovou turbínou, vybavený přídavným spalováním. Motor se vyznačuje nízkým stlačením jen 4,95. Za letu vysokou rychlostí výrazně roste stupeň komprese díky dynamickému tlaku, což při rychlosti M=2,5 znamená zvýšení tahu jednoho motoru na 198 kN.
- Statický tah motoru: 75 kN
- Statický tah motoru se zapnutým přídavným spalováním: 112 kN

### Výkony
- Maximální rychlost: M=2,83, tj. 3 495 km/h s podvěšenou výzbrojí, možná i 3,2 Machu, hrozí však zásadní poškození motorů (3,2 M = 3,951 km/h)
- Maximální dolet: 1 730 km (bez použití přídavných nádrží)
- Dostup vyzbrojeného letounu: 20 700 m
- Plošné zatížení: 598 kg/m²
- Poměr statického tahu a hmotnosti: 0,41

### Výzbroj
- 4 střely vzduch-vzduch R-40R (kódové označení NATO AA-6 „Acrid“) s radiolokačním naváděním

nebo
- 4 střely vzduch-vzduch R-40T s infračerveným naváděním (případně jejich kombinace (2 R-40R + 2 R-40T).
- Žádná z verzí MiGu-25 nikdy nenosila hlavňovou výzbroj, protože prakticky byly pro veškeré ostatní letouny rychlostně nedosažitelné.

- Avionika:
  - radiolokátor RP-25 „Smerč“
  - radiovýškoměr RV-UM nebo RV-4